# Xã Dayton, Quận Sebastian, Arkansas
Xã Dayton (tiếng Anh: Dayton Township) là một xã thuộc quận Sebastian, tiểu bang Arkansas, Hoa Kỳ. Năm 2010, dân số của xã này là 731 người.